# Labanda huntei
Labanda huntei är en fjärilsart som beskrevs av W. Warren 1903. Labanda huntei ingår i släktet Labanda och familjen trågspinnare. Inga underarter finns listade i Catalogue of Life.